# Mexikanische Badmintonmeisterschaft 1955
Die Mexikanische Badmintonmeisterschaft 1955 fand in Mexiko-Stadt statt. Es war die neunte Auflage der nationalen Titelkämpfe von Mexiko im Badminton.

## Titelträger
| Disziplin    | Sieger                                        |
| ------------ | --------------------------------------------- |
| Herreneinzel | Ernesto Villareal                             |
| Dameneinzel  | Maria Eugenia Azuara                          |
| Herrendoppel | Eugenio González Arellano Francisco Aguirre   |
| Damendoppel  | Carmela Martinez Maria Eugenia Azuara         |
| Mixed        | Eugenio González Arellano Maria Elena Vivanco |